# Lagrand
Lagrand – miejscowość i dawna gmina we Francji, w regionie Prowansja-Alpy-Lazurowe Wybrzeże, w departamencie Alpy Wysokie. W dniu 1 stycznia 2016 roku z połączenia trzech ówczesnych gmin – Eyguians, Lagrand oraz Saint-Genis – powstała nowa gmina Garde-Colombe. W 2013 roku populacja Lagrand wynosiła 269 mieszkańców. 